# سیارک ۹۱۵۸

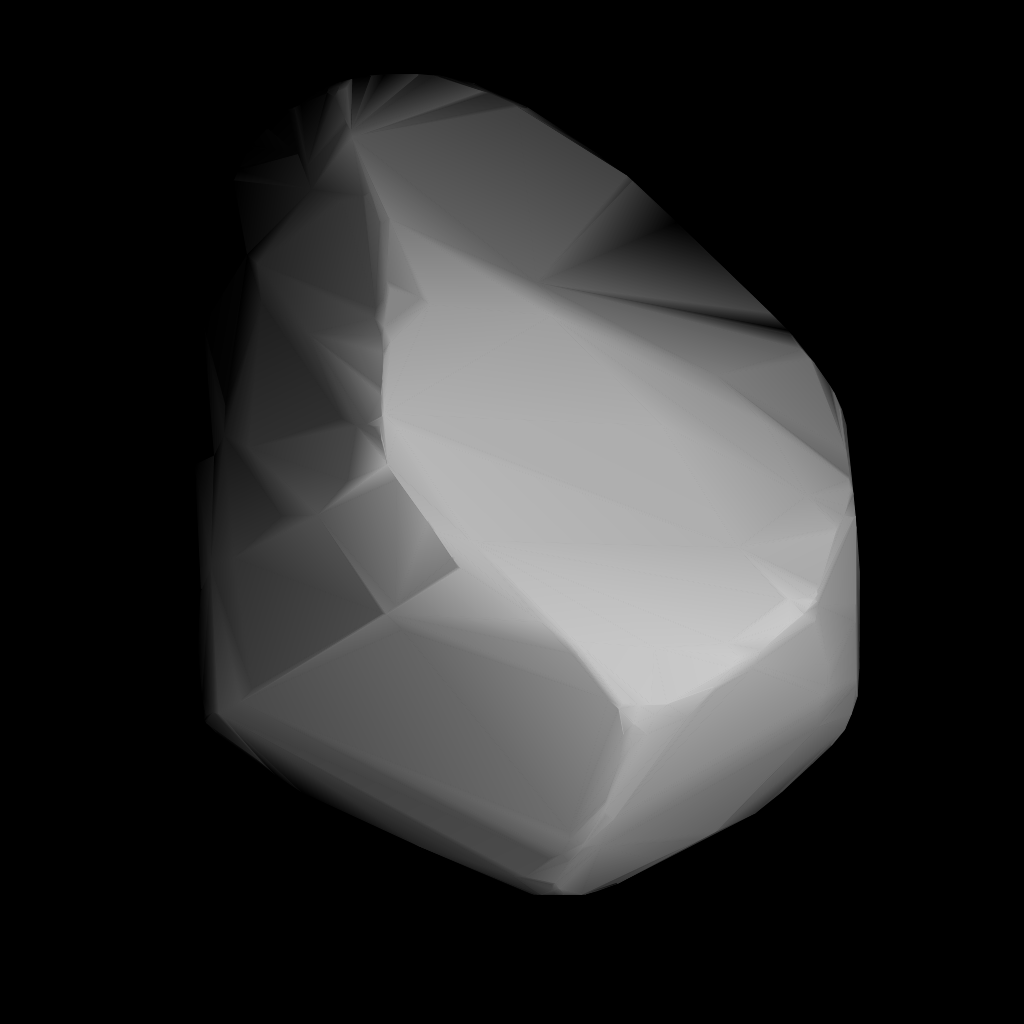
مدل سه‌بُعدی سیارک ۹۱۵۸ بر اساس منحنی نور آن

سیارک ۹۱۵۸ (به انگلیسی: 9158 Plate، نامگذاری:1984MR) نه هزار و صد و پنجاه و هشتمین سیارک کشف شده‌است که در ۲۵ ژوئن ۱۹۸۴ کشف شد.
قدر مطلق سیارک برابر ۱۳٫۷۰ است.